# Элбасвир
Элбасвир — препарат, одобренный Управлением по санитарному надзору за качеством пищевых продуктов и медикаментов США (FDA) в январе 2016 года для лечения гепатита С. Препарат был разработан компанией «Мерк и Ко» и завершил фазу III испытаний, использовался в сочетании с ингибитором протеазы NS3/4A гразопревиром под торговым названием Zepatier, либо с рибавирином или без него.
Элбасвир является сильнодействующим и селективным ингибитором NS5A репликационного комплекса NS5A вируса гепатита C. Он был исследован только как комбинированный продукт с другими дополнительными противовирусными препаратами гепатита С, такими как гразопревир и MK-3682, и неясно, будет ли элбасвир проявлять устойчивую противовирусную активность, если он вводится сам по себе. Тем не менее, комбинированные продукты этого типа представляют собой наиболее успешный из когда-либо разработанных подходов для фактического лечения гепатита С, а не просто для замедления прогрессирования заболевания.

## Побочные эффекты
Побочные эффекты оценивались только в комбинации с гразопревиром; см. Элбасвир/Гразопревир.

## Взаимодействия
Элбасвир расщепляется ферментом печени CYP3A4. Комбинация с препаратами, индуцирующими этот фермент, такими как Эфавиренз, Карбамазепин или Зверобой продырявленный, может привести к неэффективно низким уровням элбасвира в плазме. Комбинация с ингибиторами CYP3A4 может повышать уровень в плазме.

## Фармакология

### Механизм действия
Вещество блокирует NS5A, белок, необходимый для репликации и сборки вируса гепатита С.

### Фармакокинетика
Элбасвир достигает пиковых концентраций в плазме через три часа после перорального приема вместе с гразопревиром (колебания между пациентами: от трех до шести часов). У пациентов с гепатитом С стабильные концентрации достигаются примерно через шесть дней. Связывание с белками плазмы составляет более 99,9 %, в основном с альбумином и альфа-1-кислотным гликопротеином. Часть вещества окисляется в печени, в основном за счет фермента CYP3A4. Биологический период полувыведения составляет в среднем 24 часа. Более 90 % выводится с фекалиями и менее 1 % — с мочой.